# Valdemar Schiøtt
Valdemar Johannes Ludvig Schiøtt (født 8. august 1826 i København, død 13. april 1915 sammesteds) var en dansk fløjtenist, kgl. kapelmusikus og filantrop.

## Karriere
Schiøtt var søn af kobberstikker Søren Schiøtt (1795-1868) og Caroline Lindholm (ca. 1794-1872). Den
musikalske dreng fik tidlig undervisning i musik hos Niels Petersen og skaffede sig ved sin jernflid snart en betydelig praksis som musiklærer og orkesterspiller. I 1847 stiftede han Ny musikalsk Forening, som opførte månedlige koncerter på Hofteatret, men da han blev udskrevet til soldat i krigsårene, måtte han 1849 nedlægge sin dirigentstok, og foreningen, som under ham talte henved 600 medlemmer, sygnede nu hen. 1841 blev han elev 1852 ansat som fløjtenist i Det Kongelige Kapel, hvilket han var, til han tog sin afsked 1889.

## Aktiv i blindesagen
Uagtet hans embede og hans private virksomhed kun levnede ham ringe hviletid, påtog han sig dog i flere år uden vederlag den af Kædeordenen grundede musikundervisning for de blinde, og som 1. musiklærer ved Statens Blindeinstitut (fra dets grundlæggelse 1858 til 1903) virkede Schiøtt ivrigt for blindesagen. 1857 havde han i udlandet studeret musikundervisning for blinde, og han indførte det Brailleske nodesystem her, konstruerede forskellige apparater: Den bevægelige tavle for blinde syngelærere, en nodeskrivemaskine (sammen med ingeniør C. Møller) m.m., og har ved adskillige, med offentlig understøttelse foretagne rejser til de i udlandet afholdte blindelærerkongresser grundig sat sig ind i sit fag.

## Filantropi
"Noget maa der gøres" var hans motto, og hans evner til at vække folks godgørenhed kom til deres fulde ret, og han foranstaltede utrætteligt koncerter og deslige i velgørenhedens tjeneste. 1866 stiftede han en forening, Skoleforeningen af 28. Januar 1866, kaldet Valdemar Schiøtts Minde, til at skaffe begavede børn af ubemidlede forældre fri skoleundervisning; den har i en række år gennemsnitlig hjulpet 100 børn om året (omkring år 1900).
Schiøtt var også stifter af Juleuddelingen (der senere kom ind under Den Danske Frimurerorden) 1867 og stifter af Frimurer Stiftelsen 1873-75, stifter af Velgørenhedsforeninigen S N I K (Skjult Nød i Kjøbenhavn) 1875 og stifter af Fødselsdagskrone-Foreningen 1886, der skaffede sine midler ved, at Schiøtt på medlemmernes fødselsdag personligt afhentede en tokrone.
Han modtog Fortjenstmedaljen i guld 1858 og blev Ridder af Dannebrog 1888. 1904 blev han titulær professor.
Schiøtt blev gift 18. november 1854 i Christiansborg Slotskirke med Laura Gottliebine Lovise Amanda Hans(s)en (20. november 1832 i København - 11. februar 1908 sammesteds), datter af kgl. kammerfourer, kammerråd Hans Peter Hans(s)en (1799-1852) og Louise Augusta Florentine Thim (1808-1888).

## Gengivelser
Han er begravet på Holmens Kirkegård, hvor der findes et relief på gravstenen. Han er desuden gengivet i en tegning af Niels Lützen 1854. Litografi 1859 efter daguerreotypi. Xylografi 1876. Litografi af Johan Thorsøe 1879. Fotografier af H.C. Henneberg og Johannes Hauerslev (Det Kongelige Bibliotek).